# Distretto di Zhaqsy
Il distretto di Zhaqsy (in kazako  Жақсы ауданы?) è un distretto (audan) del Kazakistan con  capoluogo Zhaqsy.